# Charles Upham
Charles Hazlitt Upham (21 de setembro de 1908 - 22 de novembro de 1994) foi um militar da Nova Zelândia que ganhou a Cruz Vitória duas vezes durante a Segunda Guerra Mundial. Foi feitos realizados na ilha de Creta, em maio de 1941, e em julho de 1942 na região desértica de Ruweisat Ridge, no Norte da África.
Ele foi a terceira pessoa a receber a Cruz Vitória duas vezes; o único a receber duas cruzes durante a Segunda Guerra Mundial e o único soldado de combate a receber o prêmio duas vezes. Por conta disso, Charles Upham é muitos vezes mencionado como o condecorado de mais alto nível da Commonwealth durante uma guerra.